# Stephan Waak
Stephan Waak (* 1980) ist ein deutscher Schauspieler.

## Leben
Stephan Waak, der als Jugendlicher zeitweise in Stralsund aufwuchs, absolvierte seine Schauspielausbildung von 2004 bis 2008 an der Schule für Schauspiel in Kiel. Während seiner Ausbildung trat er bereits am Kinder- und Jugendtheater „Piccolo“ in Cottbus auf.
Nach seiner Ausbildung hatte er Bühnenengagements an verschiedenen Theatern in Deutschland und Österreich. Er gastierte u. a. am Kinder- und Jugendtheater Speyer (2008), als Hans in Der Teufel mit den drei goldenen Haaren am Mecklenburgisches Landestheater (2009) und im Linzer Stadtkeller in der freien Produktion Die Blutgräfin (Regie: Peter Pertusini).
Seit der Spielzeit 2013/14 ist er als Gast am Theater Vorpommern verpflichtet, wo er u. a. mit großem Erfolg den Jäger Samiel in der Oper Der Freischütz darstellte. In der Spielzeit 2019/20 übernimmt er dort die Rolle des Kanzlisten Njegus in der Lehár-Operette Die lustige Witwe.
Waak stand in zahlreichen Kurzfilmen und auch in einigen TV-Produktionen vor der Kamera. Im Charlotte-Lindholm-Tatort Mord in der ersten Liga (2011) verkörperte er „höchst sensibel und eindringlich“ den ungeouteten, schwulen Profifußballer Kevin Faber. In der 10. Staffel der ZDF-Serie SOKO Wismar (2014) hatte er eine dramatische Episodenhauptrolle als tatverdächtiger Sohn eines ermordeten ehemaligen Polizeibeamten und Briefmarkensammlers. Außerdem ist er Hauptdarsteller in dem Musikvideo Der Tag wird kommen von Marcus Wiebusch (Kettcar).
2009 gründete er gemeinsam mit seiner Frau, die er während der gemeinsamen Schauspielausbildung in Kiel kennengelernt hatte, eine Schauspielschule für Jugendliche in Stralsund. Im September 2017 übernahm er gemeinsam mit seiner Frau, der Schauspielerin Christiane Waak, das Café Koeppen in Greifswald, das beide seither als Literatur- und Theatercafé führen. Waak ist Vater von zwei Kindern und lebt mit seiner Familie in Greifswald.

## Filmografie (Auswahl)
- 2011: Stadtigel (Kurzfilm)
- 2011: Tatort: Mord in der ersten Liga (Fernsehreihe)
- 2013: Letzte Spur Berlin: Schutzlos (Fernsehserie, eine Folge)
- 2014: SOKO Wismar: Die Leiden des Samlers (Fernsehserie, eine Folge)